# 鎮尼

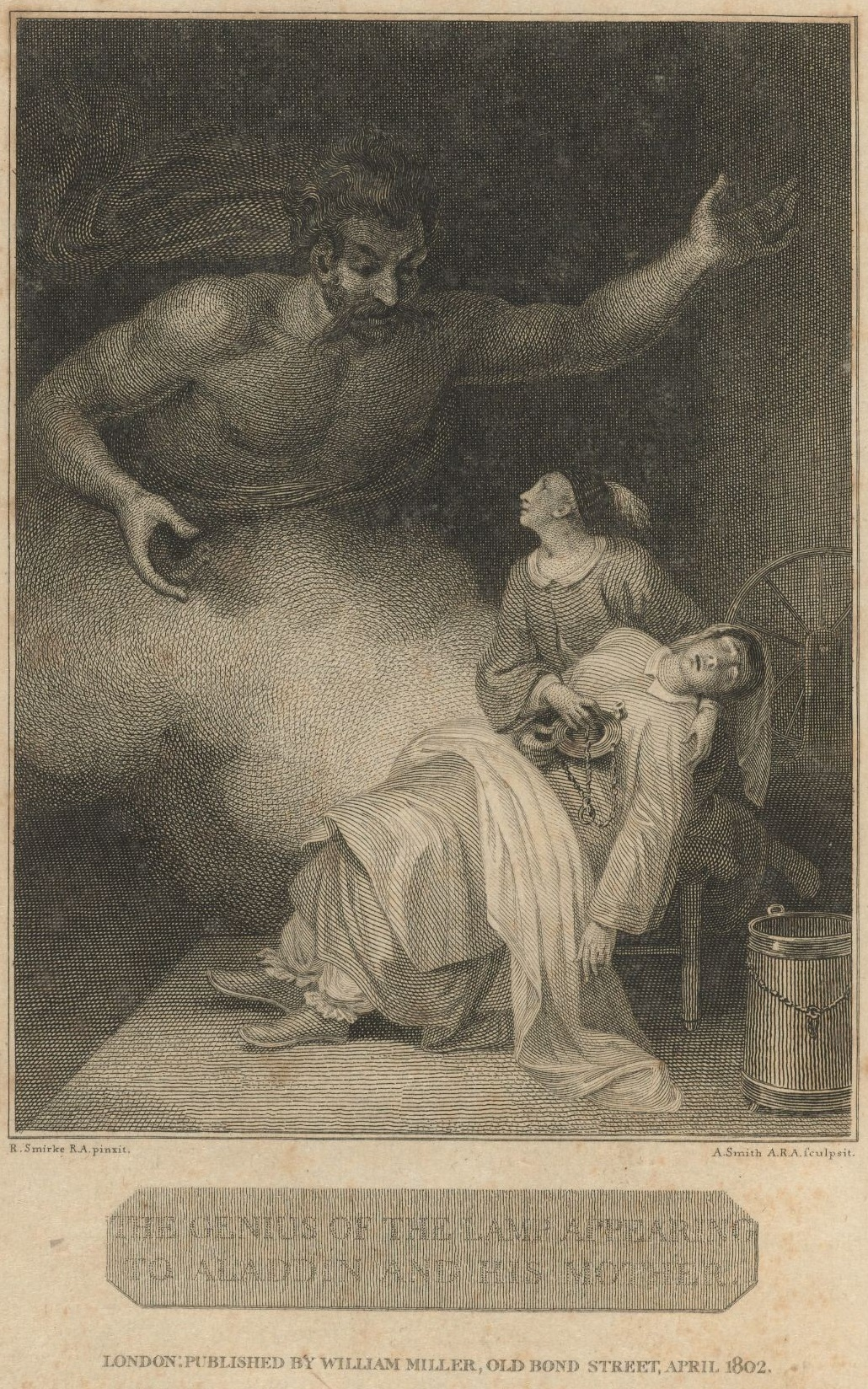
神灯精灵画像

鎮尼（Genie或Jinni，阿拉伯文复数為جن ǧinn，单数جني ǧinnī，也译為魔神、精靈、巨靈、傑尼、妖靈）是伊斯兰教對於超自然存在的統稱，印度也沿用此稱呼；據聞由阿拉用無煙之火造成，來自於鎮尼斯坦（Jinnistan）。鎮尼有善有惡，能任意改變形態，惡鎮尼可能會妨礙信仰。
译作“精靈”时，可能会与源自北欧传说的精灵相混淆。

## 简介
《古蘭經》中記載镇尼是一種與人類並存而不為人所見之物。在古代阿拉伯傳說中，它是一種像人類一樣有生命、理智、能思維而不顯露形蹟之物，活躍於人跡罕至的荒野。還有人認為鎮尼係指古怪的異族人或異邦人，近似所謂“天外人”和“外星人”之類的揣測。依據《古蘭經》裡記載，鎮尼存在於宇宙之中，是有質而無形、理智發達的被創造物，有男女性別之分和好壞善惡之別，在今世與人類同時並存，在後世同人類一起接受安拉的審判。
關於鎮尼的起源，《古蘭經》的有關章節中說：人為安拉用黑色粘土所造，精靈為安拉用烈火所造（15：26～27），又說：安拉“用陶器般的乾土創造人”，“用火焰創造精靈”（55：14～15）。關於鎮尼的存在，《古蘭經》第55章把人類和鎮尼類並列，全章用邊敘述、邊反問的口吻，質問人和鎮尼說：“你們究竟否認你們的主的哪一件恩典呢？”這個反問句貫穿全章，前後出現31次，表明人類社會以外尚有與之並列的精靈社會。
鎮尼有善惡之分，《古蘭經》第72章以其為篇名，自第1～15節講述了幾個鎮尼傾聽《古蘭經》的事和它們的議論，其中用鎮尼自述的口吻表明，他們當中分為許多階層派別；有順從安拉者，有作惡者，各自受到善報或惡報。還記載了幾個穆斯林鎮尼傾聽《古蘭經》後去向同類宣傳勸告的情況（46：29～32）。
《古蘭經》在講述古代先知蘇萊曼的故事時，提到在他指揮的隊伍中包括有鎮尼在內，鎮尼曾為他取來了葉門賽伯邑女王的寶座（27：17，39），在他周圍服務（34：12～14）。
《古蘭經》中幾次提到的曾違抗安拉之命拒不向阿丹（亞當）叩頭，後又蠱惑阿丹夫婦誤食禁樹之果的伊布力斯，經文中明確說它本屬鎮尼一類（18：50），並指出：“精靈中的惡魔為每個先知的仇敵”（6：112）。伊斯蘭教認為，天使、精靈、魔鬼和靈魂等，均屬安拉所造而不為人所見的精神世界範疇。正如信仰天使的存在為伊斯蘭教六大信仰之一，作為穆斯林，亦應遵循《古蘭經》的教誨，對精靈的存在確信無疑，並時刻同原屬精靈的專唆人類做壞事的魔鬼作鬥爭。
有很多巫師會把鎮尼封印在物品裡，好讓他們服從命令；《一千零一夜》中的《阿拉丁与神灯》，也是鎮尼的一種。

## 文化影響
- 《一千零一夜》之《阿拉丁与神灯》及各种相关衍伸作品。
- 日本動畫作品《機動戰士高達SEED》與其續集《機動戰士高達SEED DESTINY》中登場的機體基恩（Ginn）這一名稱源自於鎮尼（Jinn）。
- 美国剧集《邪恶力量/超自然力量》第2季第20集《应该不应该/虚实之间》。
- 電子遊戲《刺客教條：幻象》中出現的主要怪物。

## 外部連結
- Etymology of genie （页面存档备份，存于）
- Visions of the Jinn – a Muslim scholar’s experience with Jinn （页面存档备份，存于）
- Sūrat al-Jinn from the Qur’ān

## 参看
自然精灵-广义的“精灵”